# Episkopí (Kýthnos)
Pour les articles homonymes, voir Episkopí.
Episkopí, en grec moderne : Επισκοπή, est un village côtier sur l'île de Kýthnos, dans les Cyclades, en Grèce.
Selon le recensement de 2011, la population du village compte huit habitants.